# Gaginskij rajon
Il Gaginskij rajon (in russo Гагинский район?) è un rajon dell'Oblast' di Nižnij Novgorod, nella Russia europea; il capoluogo è Gagino.